# 韩国国防工业

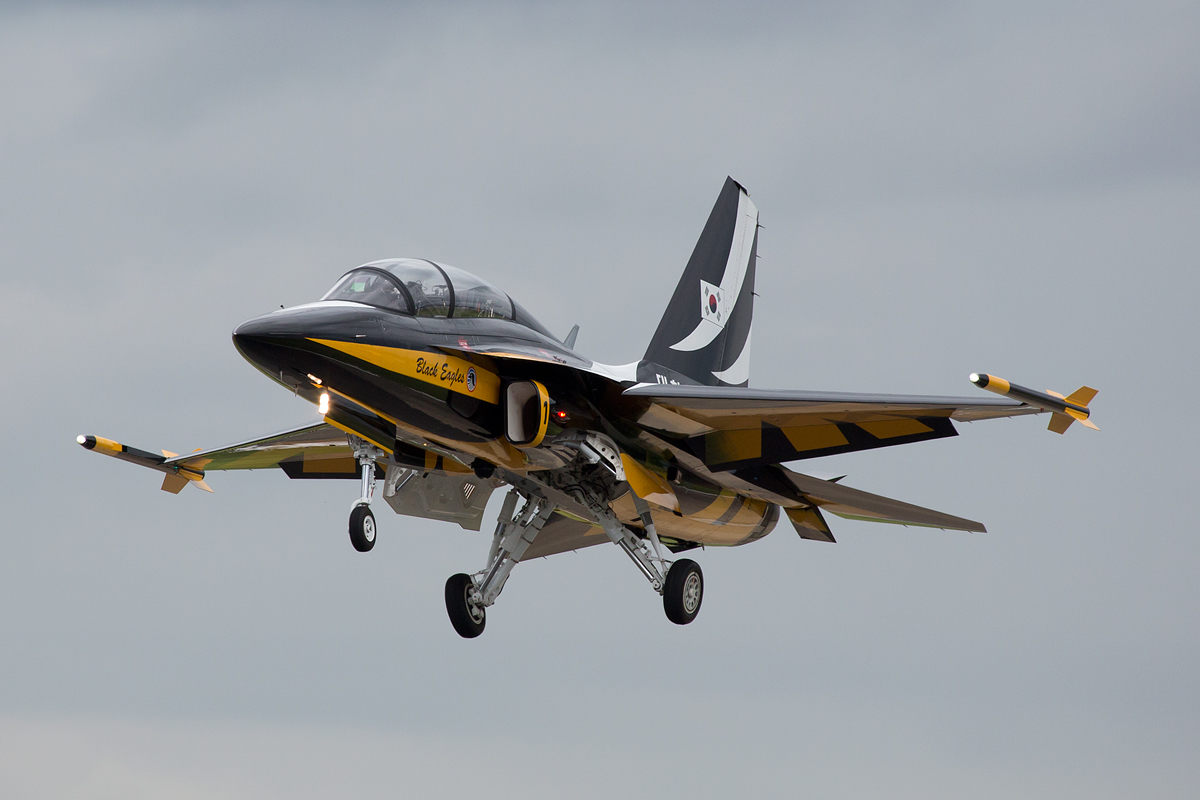
韩国国防工业的拳头产品T-50金鹰式高级教练机

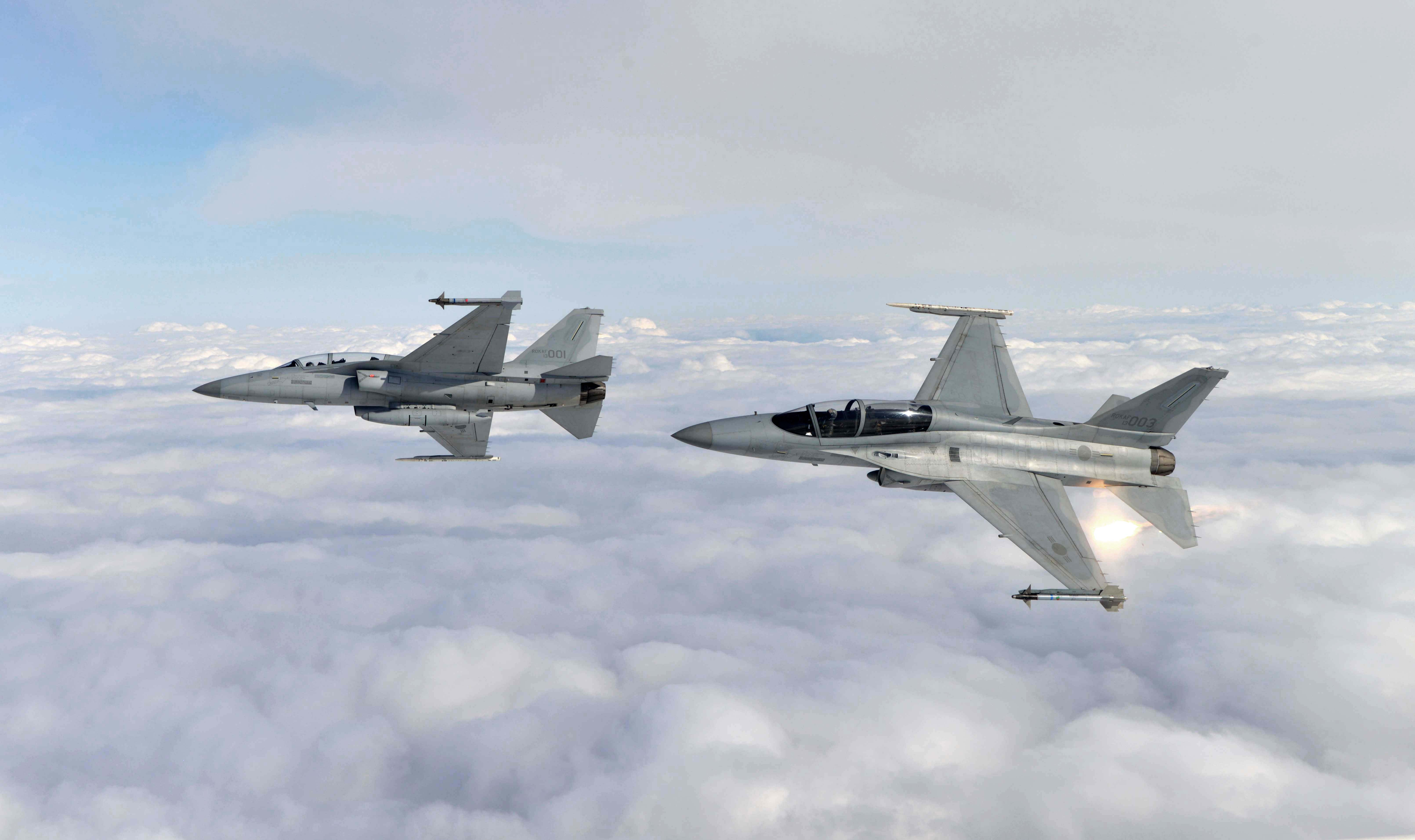
FA-50战斗攻击机

韩国国防工业起步较晚但发展迅猛:2。20世纪90年代前中期，韩国已经能够自己生产大部分武器装备，从90年代末开始能开发和生产部分高精度的先进武器:49。据斯德哥尔摩国际和平研究所统计，2016年韩国军火出口额为5.34亿美元，是世界第9大军火出口国:3-4。
1970年成立的国防科学研究所是韩国最大也是最重要的国防科研机构，被誉为韩国国产先进武器装备的“孵化器”。通过国防科学研究所，韩国已经先后实现了400多种作战、后勤装备的国产化。目前，韩国除部分高性能战斗机和部分高科技部件需要进口外，绝大多数的武器装备都已实现了国产化，部分武器装备出口国际市场。:4-5

## 历史

### 进口替代期（1967-1976年）
建国初期，韩国政府大量接收美军制式武器装备，军队的装备由美国包揽，没有自己的国防工业。20世纪60年代末，尼克松主义出台后，韩国开始逐步建立自己的国防工业。1967-1976年是韩国国防工业的进口替代期，主要是降低对美国军事援助的依赖。1968年，韩国开始公开招标建设兵工厂，制造M16步枪，PK-10巡逻艇等美国特许生产的军事武器装备。这一时期，韩国国防工业的生产全部依赖美国技术，生产美式装备，生产许可证均有美方颁布。:46-47:2-3
1970年，时任韩国总统朴正熙成立国防开发局，统一指导国防工业的发展。同年8月，韩国首家专业军工科研机构国防科学研究所正式成立。国防科学研究所隶属于韩国国防部，负责研发、试验和评估武器装备和相关技术，推进韩国武器国产化，增强自主国防能力。为推动国防科学研究所的快速发展，韩国于1972年和1973年先后颁布了《促进军工生产临时法》和《军需法》两部相关法律，设立了“国防工业基金”来支持国防工业的研发费用，并积极鼓励民间资本进入国防工业，并为其提供税收减免。除自行研发外，韩国还与欧洲国家合作以降低对美国技术的依赖。:47-48:2-3
进入20世纪70年代，随着韩国经济的腾飞，韩国国防工业也得到迅猛发展:48。1975年，韩国新设“防卫税”，通过增加国防预算推动自主国防政策:36。经过1971-1972年的准备阶段，韩国军工业在1973-1976年的基础形成阶段，已经能够生产包括M-16步枪、追击炮、无线通信装备、快艇等基本武器。:38

### 自主国防发展期（1977-1986年）
1977年1月，位于忠清南道的国防科学研究所大田机械厂竣工投产，韩国国防工业的基础设施日趋完善，为国防工业的跨越式发展奠定了基础。为有效发展国防工业，韩国政府把重化工业作为国防工业的基础，通过先进武器的开放带动民间投资与发展，达到双赢的目的。韩国政府扶植的四大财团承担了韩国近一半的军品研发与制造任务。:48:3
1977-1978年，韩国已经实现基本武器完全国产化和部分高精端武器的国产化开发，具备批量生产驱逐舰、韩国型战斗舰、多管火箭炮和改装战车的能力:38。在美国诺思罗普公司的技术支持下，韩国开始合作装配F-5E和F-5F喷气式战斗机。1980年3月，韩国自行设计制造的蔚山级护卫舰编入现役。1981-1984年间，韩国生产了两艘装备“鱼叉”导弹的大型护卫舰。继1983年生产出首艘排水量175吨的小型潜艇后，韩国又建成了数艘潜水艇。80年代中期，韩国制造了XK-1主战坦克，迈入坦克生产国行列:48。
20世纪80年代，韩国基本建成轻型武器、通讯车辆、追击炮、榴弹炮、远程火炮、坦克、直升机、驱逐舰等门类较为齐全的国防工业体系，常规武器不仅可以自给自足，还可以批量出口。韩国国防工业也由原来的许可证生产、合作生产向自主研发过渡。:48-49

### 自主国防强化期（1987-至今）

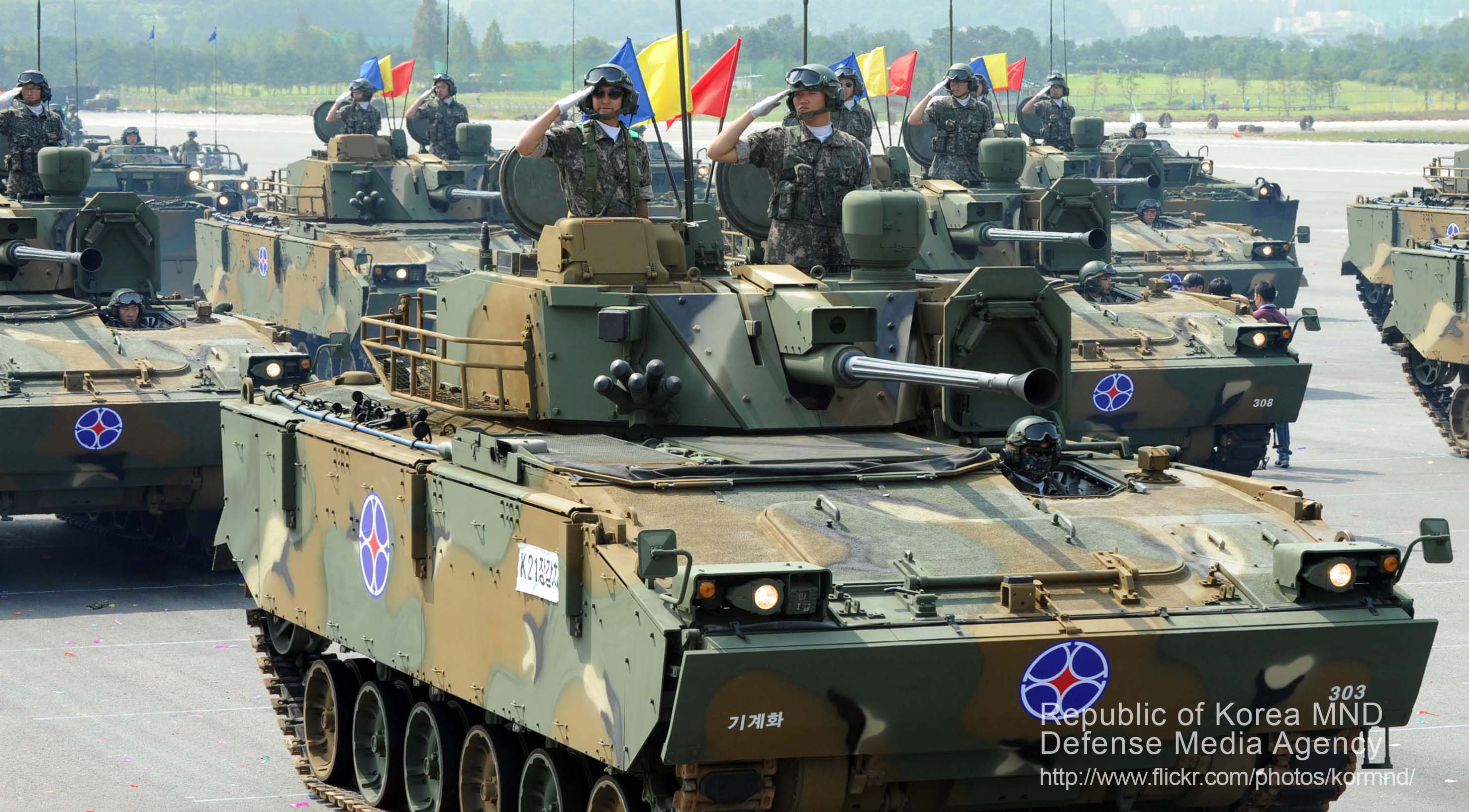
KNIFV步兵战车

从1987年开始，高精武器的研发成为韩国国防工业的发展重点。为增强研发能力，位于首尔的国防科学研究所本部与大田研究基地进行了合并，相关机构也进行了整合。国防科学研究所同时也与民间企业密切合作，在韩国全国范围内构建起以国防科学研究所为中心的产、学、研开发体系，使开发的专门技术得到最大程度的利用。:49
20世纪90年代前中期，韩国已经能够自力生产大部分武器装备，从90年代末开始能开发和生产部分高精度的先进武器:49。1992年，韩国首个自主开发的先进武器系统K-30飞虎双管30毫米自行高炮系统完成发射试验和初步评估:52-53。1981和1994年，韩国两次从美国购入F-16C/D生产线，使F—16成为韩国空军主力战斗机:159。1995年，韩国开始研发新一代K2主战坦克:21。1999年，韩国自行研制的K9“雷声”52倍口径155毫米自行榴弹炮装备韩国陆军，使韩国成为亚洲第一、世界第二个正式装备52倍口径155毫米自行榴弹炮的国家:48。2002年8月，T-50金鹰超音速教练机首次试飞成功，成为韩国国防工业的拳头产品:157。2005年7月12日，韩国首艘两栖攻击舰独岛号下水:121。 2005年5月17日，韩国新一代步兵战车KNIFV在大宇综合机械公司昌原上厂正式出库。据称，KNIFV步兵战车是目前技术性能最优秀的步兵战车之一，将与XK-2主战坦克构成未来韩国陆军机械化部队的中坚力量:27-28。2007年6月27日，KNIFV正式进入批量生产，并更名为K21:39。2007年5月25日，韩国海军首艘神盾驱逐舰世宗大王号下水:107。2009年，韩国首驾国产新型军用运输直升机Surion正式下线:77。2010年3月10日，韩国自主研发的通用直升机KUH（KHP）武装直升机试飞成功:80。
据斯德哥尔摩国际和平研究所统计，2016年韩国军火出口额为5.34亿美元，是世界第9大军火出口国:3-4。

## 主要国防研究机构

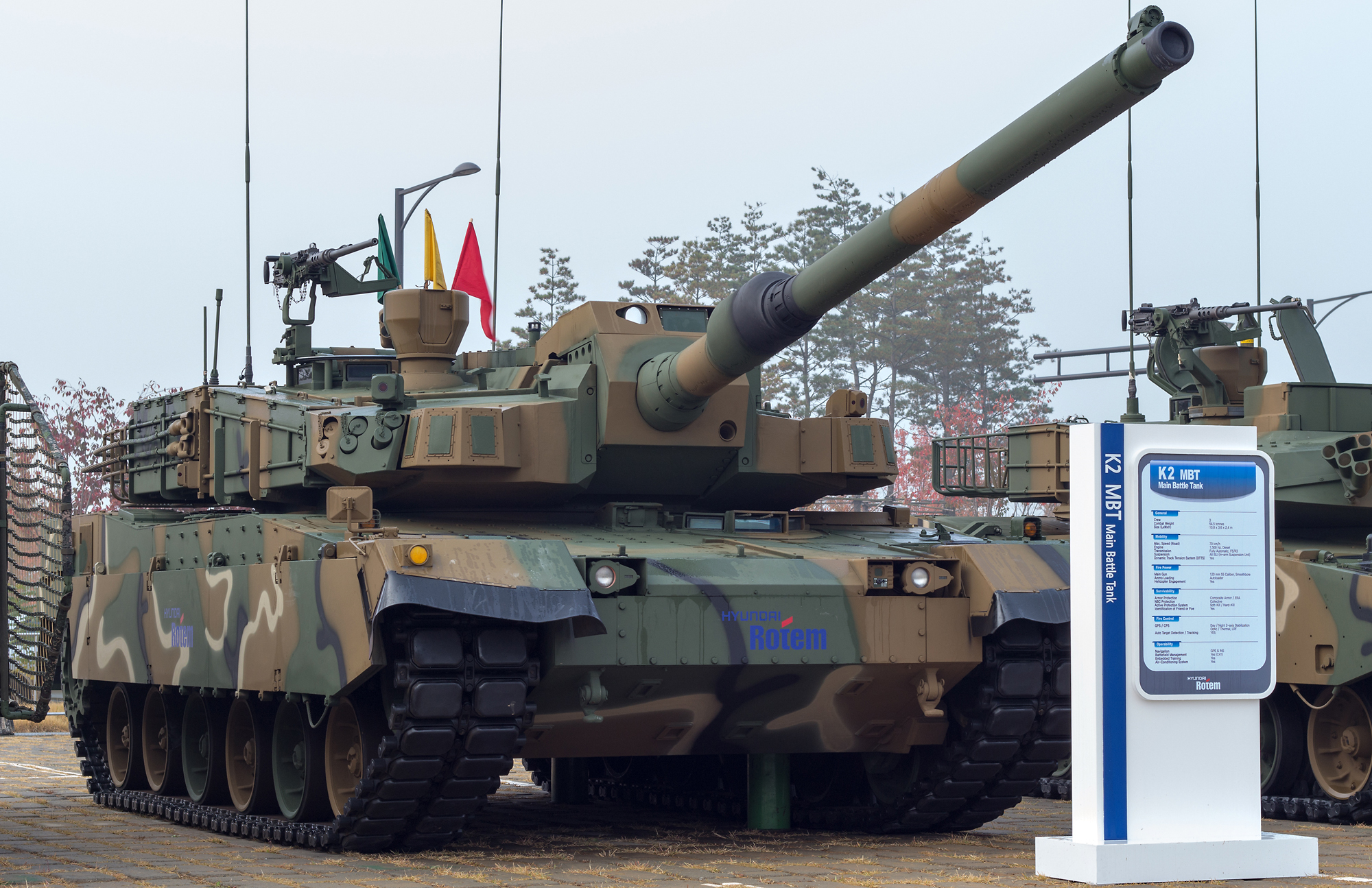
韩国现代生产的K2主战坦克

- 国防科学研究所：成立于1970年，是韩国为实现自主国防战略成立的首家也是最大的国防科学研究机构，有韩国国产先进武器装备孵化器之称，在安兴、昌原、镇海等地拥有4个大型武器试验场[1]:4-5。
- 韩国航空宇宙研究院：成立于1989年，与韩国国防科学研究所、韩国航空宇宙产业等一起研发飞机和卫星[5] 。

## 主要军火生产商
- 韩国航空宇宙产业：韩国国有航空宇宙公司，主要生产民用、军用飞机和卫星，2016年在《美國國防新聞週刊》世界100强军工企业中排名第61位。[6]
- 韩国政府积极鼓励民间资本进入国防工业的发展，现代集团、三星集团、大宇集团、LG集团、韩华集团等韩国大公司都是韩国主要的军火生产商。[2]:47-48[1]:2-3